# Rua Pedro Doll
A rua Pedro Doll é um logradouro do município de São Paulo, Brasil.
Essa rua começa na Rua Voluntários da Pátria, na Zona Norte, liga-se a vias do Alto de Santana, como Rua Pontins, Rua Alphonsus de Guimaraens, Rua Canto do Junco, Rua Dona Luíza Tolle, Rua Manuel de Souza e termina na Rua Augusto Tolle.

## Nome
Descendente de imigrantes alemães, Pedro Doll nasceu em 17 de outubro de 1834 em Santo Amaro, município de forte influência alemã existente de 1832 a 1934, que agora é o distrito Santo Amaro. O senhor Doll foi vereador em Santo Amaro e grande proprietário de terrenos no bairro de Santa Teresinha.
Em 1902 foi Provedor da Mesa Administrativa da Comissão encarregada da construção da Capela Santa Cruz no alto de Santana. Faleceu em Santana em 6 de outubro de 1912.

## Características
A rua Pedro Doll é uma das ruas mais valorizadas do Alto de Santana. Possui grande concentração residencial e comercial. Destaca-se por seus edifícios de classe média-alta e classe alta.
Na sua extensão, encontram-se o Colégio Imperatriz Leopoldina (antigo Externato Pedro Doll), lojas de grife, academias, restaurantes, escolas de idioma, consultórios, padarias e aproximadamente 17 edifícios residenciais, que no natal ficam iluminados.
O SINAPESP - Sindicato dos Artistas Plásticos do Estado de São Paulo também situa-se nesta rua.

### Festa Beneficente de Natal do Alto de Santana
Anualmente ocorre na rua a "Festa Beneficente de Natal do Alto de Santana", com o principal objetivo de arrecadar alimentos que são revertidos às instituições da região. Também há a premiação das melhores decorações natalinas dos edifícios do bairro. A comemoração é patrocinada por lojas (empresários) e escolas santanenses.

## Fotos da rua
|  |  |  |
|  |  |  |